# Sequencing analysis
 (mars 2024).
Si vous disposez d'ouvrages ou d'articles de référence ou si vous connaissez des sites web de qualité traitant du thème abordé ici, merci de compléter l'article en donnant les références utiles à sa vérifiabilité et en les liant à la section « Notes et références ».
 (mars 2024).
Sequencing analysis (TM) est le logiciel chargé d'analyser les données brutes de séquençage sur le séquenceur de gène Abi prism 310.
Lancé [Quand ?], le logiciel est en anglais et fonctionne sur Apple Power Mac G4 (AGP) :
À la fin de chaque électrophorèse, le logiciel effectue :
- l'alignement des lignes de bases des trois fluorochromes.
- le calcul de chaque pic
- la détermination de la couleur majoritaire du pic et l'identification comme une base (A, T, G ou C)

Le logiciel permet d'exporter les séquences en format texte.